# Maia Azaraszwili
Maia Azaraszwili (gruz. მაია აზარაშვილი; ur. 6 kwietnia 1964 w Tbilisi) – gruzińska lekkoatletka, specjalizująca się w biegu na 200 metrów. Do 1991 roku reprezentowała Związek Radziecki.
Półfinalistka mistrzostw świata w 1987 roku w biegu na 200 metrów. Na igrzyskach olimpijskich w Seulu w 1988 roku zajęła 7. miejsce w finale tej konkurencji. Była również rezerwową zawodniczką w radzieckich sztafetach 4 × 100 metrów i 4 × 400 metrów.
Już jako reprezentantka Gruzji brała udział w mistrzostwach świata w 1993 (odpadła w ćwierćfinale biegu na 200 metrów) oraz w 1995 roku (odpadła w eliminacjach tej konkurencji). Na mistrzostwach Europy w Helsinkach zajęła 5. miejsce  na tym dystansie. Na półfinale skończyły się jej zmagania podczas halowych mistrzostw świata w Barcelonie.
W 1996 startowała na halowych mistrzostwach Europy, które odbywały się w Sztokholmie. Podczas igrzysk olimpijskich na swoim dystansie 200 metrów z czasem 23,63 odpadła w eliminacjach.
Medalistka w sztafecie 4 × 100 metrów podczas Igrzysk Dobrej Woli. Mistrzyni Związku Socjalistycznych Republik Radzieckich w biegach na 100 metrów i na 200 metrów w 1986.

## Osiągnięcia
| Rok  | Zawody                    | Miejsce                    | Konkurencja   | Wyniki szczegółowe | Wyniki szczegółowe | Wyniki szczegółowe | Wyniki szczegółowe | Wyniki szczegółowe | Wyniki szczegółowe | Wyniki szczegółowe | Wyniki szczegółowe | Pozycja | Źródło |
| Rok  | Zawody                    | Miejsce                    | Konkurencja   | Eliminacje         | Eliminacje         | Ćwierćfinał        | Ćwierćfinał        | Półfinał           | Półfinał           | Finał              | Finał              | Pozycja | Źródło |
| Rok  | Zawody                    | Miejsce                    | Konkurencja   | Czas               | Miejsce            | Czas               | Miejsce            | Czas               | Miejsce            | Cas                | Miejsce            | Pozycja | Źródło |
| ---- | ------------------------- | -------------------------- | ------------- | ------------------ | ------------------ | ------------------ | ------------------ | ------------------ | ------------------ | ------------------ | ------------------ | ------- | ------ |
| 1987 | Mistrzostwa świata        | Rzym, Włochy               | bieg na 200 m | 22,94              | 2. Q               | —                  | —                  | 22,91              | 6.                 | NQ                 | NQ                 | 11.     | [ 2 ]  |
| 1988 | Igrzyska olimpijskie      | Seul, Korea Południowa     | bieg na 200 m | 22,98              | 2. Q               | 22,37              | 2. Q               | 22,33              | 4. Q               | 22,33              | 7.                 | 7.      | [ 3 ]  |
| 1993 | Mistrzostwa świata        | Stuttgart, Niemcy          | bieg na 200 m | 23,68              | 4. Q               | 23,33              | 5.                 | NQ                 | NQ                 | NQ                 | NQ                 | 21.     | [ 4 ]  |
| 1994 | Mistrzostwa Europy        | Helsinki, Finlandia        | bieg na 200 m | 23,14              | 2. Q               | —                  | —                  | 23,24              | 3. Q               | 23,01              | 5.                 | 5.      | [ 5 ]  |
| 1995 | Halowe mistrzostwa świata | Barcelona, Hiszpania       | bieg na 200 m | 23,51              | 3. q               | —                  | —                  | 23,88              | 5.                 | NQ                 | NQ                 | 9.      | [ 6 ]  |
| 1995 | Mistrzostwa świata        | Göteborg, Szwecja          | bieg na 200 m | 23,18              | 6.                 | —                  | —                  | NQ                 | NQ                 | NQ                 | NQ                 | 22.     | [ 4 ]  |
| 1996 | Halowe mistrzostwa Europy | Sztokholm, Szwecja         | bieg na 60 m  | 7,62               | 18.                | —                  | —                  | NQ                 | NQ                 | NQ                 | NQ                 | 18.     | [ 7 ]  |
| 1996 | Halowe mistrzostwa Europy | Sztokholm, Szwecja         | bieg na 200 m | 23,91              | 8. q               | —                  | —                  | 24,12              | 8. qB              | 24,06              | 4.                 | 8.      | [ 7 ]  |
| 1996 | Igrzyska olimpijskie      | Atlanta, Stany Zjednoczone | bieg na 200 m | 23,63              | 6.                 | NQ                 | NQ                 | NQ                 | NQ                 | NQ                 | NQ                 | 37.     | [ 8 ]  |